# تپه کپک لو ۱
تپه کپک لو ۱ مربوط به سده‌های میانه دوران‌های تاریخی پس از اسلام است و در شهرستان همدان، بخش مرکزی، دهستان سنگستان، ۲/۵ کیلومتری ضلع شرقی روستای گرگوز واقع شده و این اثر در تاریخ ۲۳ بهمن ۱۳۸۵ با شمارهٔ ثبت ۱۷۱۴۱ به‌عنوان یکی از آثار ملی ایران به ثبت رسیده است.